# 菊浜
菊浜（きくはま）は、静岡県掛川市にある大字。

## 地理
静岡県掛川市の南部に位置する。合併前の旧大東町においては南東部に位置していた。楕円形のような形状の大字である。ほぼ全域が平地であり、畑が広がるとともに、砂防林や人家などが見受けられる。北端から東端を菊川が流れている。
近隣には大字の名称と集落の名称とが一致しない地が散見されるが、菊浜においては大字としての住所表記は「菊浜」と記され、集落としても同じく「菊浜」と呼ばれている。なお、集落としての菊浜は、掛川市の自治区である国浜区に属している。
菊浜は旧千浜村の村域に含まれるが、村境に位置していることから旧自治体に囚われない枠組みが散見される。たとえば、公立小学校の学区について、菊浜の一部については旧千浜村の住民の多くが通う掛川市立千浜小学校ではなく、掛川市立大坂小学校の学区に指定されている。掛川市立大坂小学校は旧千浜村ではなくかつての大坂村の村域に立地している。

### 河川
- 菊川

## 歴史
菊浜と呼ばれている地は、もともとは自然村である遠江国城東郡国安村の一部であった。この国安村には久兵衛新田や喜右衛門新田と呼ばれる地があった。久兵衛新田は江戸時代には横須賀藩領であったが、明治元年に駿府藩領となり、明治2年に静岡藩領となった。同様に、喜右衛門新田も江戸時代には横須賀藩領であったが、明治元年に駿府藩領となり、明治2年に静岡藩領となった。この久兵衛新田と喜右衛門新田が、のちの菊浜に該当する。
町村制が施行された1889年（明治22年）に久兵衛新田と喜右衛門新田は千浜村、国安村、国包村、坂里村と合併し、新たな千浜村が設置された。それに伴い、久兵衛新田と喜右衛門新田は千浜村の大字に移行した。1956年（昭和31年）8月よりこの地は大浜町の一部となった。その際に久兵衛新田と喜右衛門新田は統合され、新たな大字として菊浜が設置された。1973年（昭和48年）4月よりこの地は大東町の一部となった。のちに大東町が掛川市、大須賀町と合併することになり、2005年（平成17年）4月よりこの地は掛川市の一部となった。

### 沿革
- 1871年 - 城東郡が静岡県に移管。
- 1871年 - 城東郡が浜松県に移管。
- 1876年 - 城東郡が静岡県に移管。

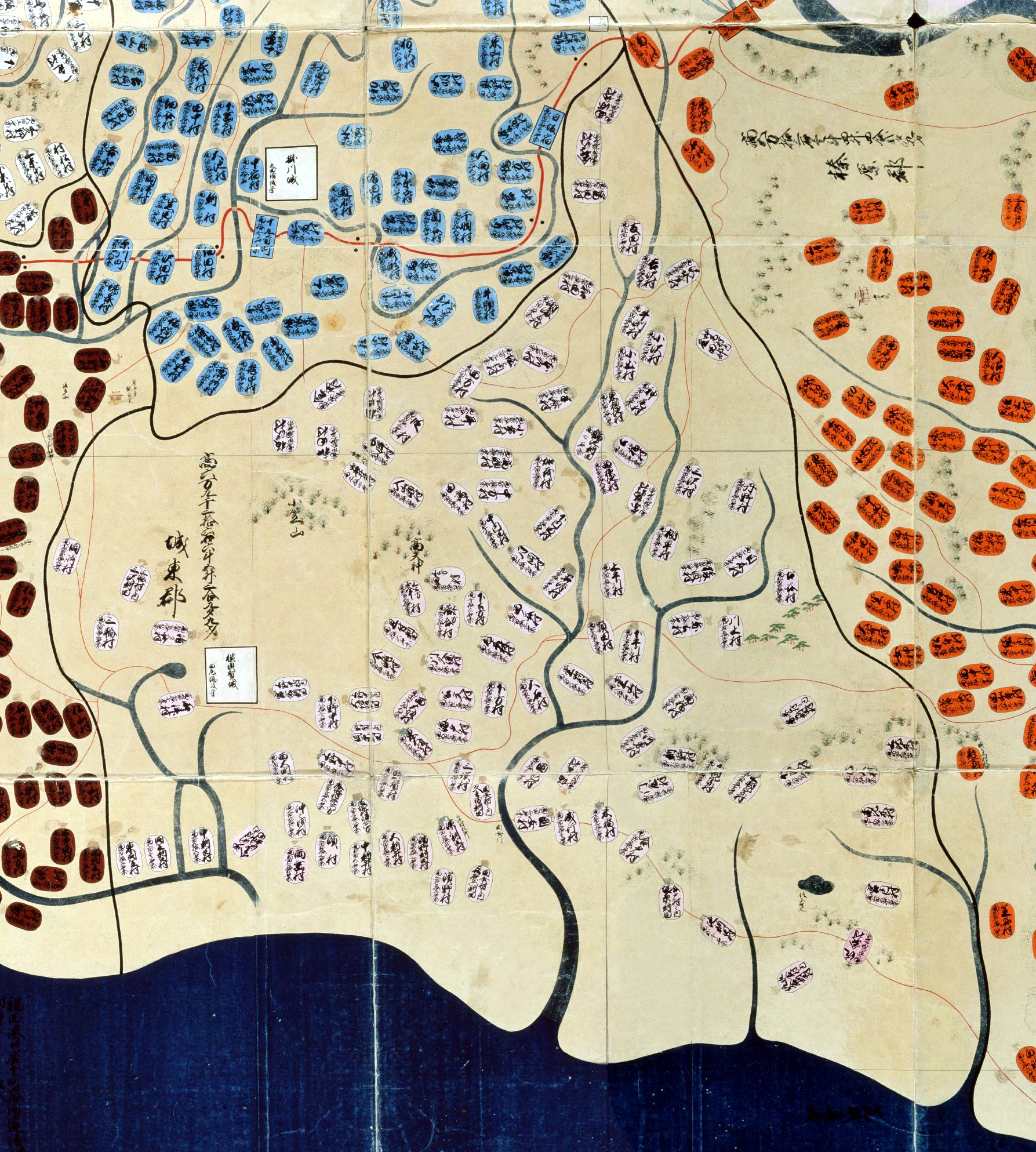
江戸時代に描かれた「遠江國」（『天保國繪圖』天保9年）。城東郡の村は薄桃色で示されており「國安村之內久兵衞新田」、「國安村之內㐂右衞门新田」がみえる

- 1889年 - 静岡県城東郡千浜村、国安村、久兵衛新田、喜右衛門新田、国包村、坂里村が合併して千浜村を設置。千浜村の大字として久兵衛新田、喜右衛門新田を設置[5][6][7][8]。
- 1896年 - 静岡県佐野郡、城東郡が合併して小笠郡を設置。
- 1956年 - 静岡県小笠郡大坂村、千浜村が合併して大浜町を設置。大浜町の大字として菊浜を設置[7][8]。
- 1973年 - 静岡県小笠郡大浜町、城東村が合併して大東町を設置。
- 2005年 - 静岡県掛川市、小笠郡大東町、大須賀町が合併して掛川市を設置。

## 世帯数と人口
2024年（令和6年）11月末日現在の世帯数と人口は以下の通りである。
| 大字 | 世帯数  | 人口  |
| ---- | ------- | ----- |
| 菊浜 | 119世帯 | 351人 |

## 事業所
2021年（令和3年）現在の事業所数と従業員数は以下の通りである。
| 大字 | 事業所数 | 従業員数 |
| ---- | -------- | -------- |
| 菊浜 | 15事業所 | 246人    |

## 小・中学校の学区
公立小・中学校に通う場合、学区は以下の通りとなる。
| 番地                                                            | 小学校             | 中学校             |
| --------------------------------------------------------------- | ------------------ | ------------------ |
| 708番地の3、724番地、725番地、756番地の3および756番地の15に限る | 掛川市立大坂小学校 | 掛川市立大浜中学校 |
| 708番地の3、724番地、725番地、756番地の3および756番地の15を除く | 掛川市立千浜小学校 | 掛川市立大浜中学校 |

## 交通

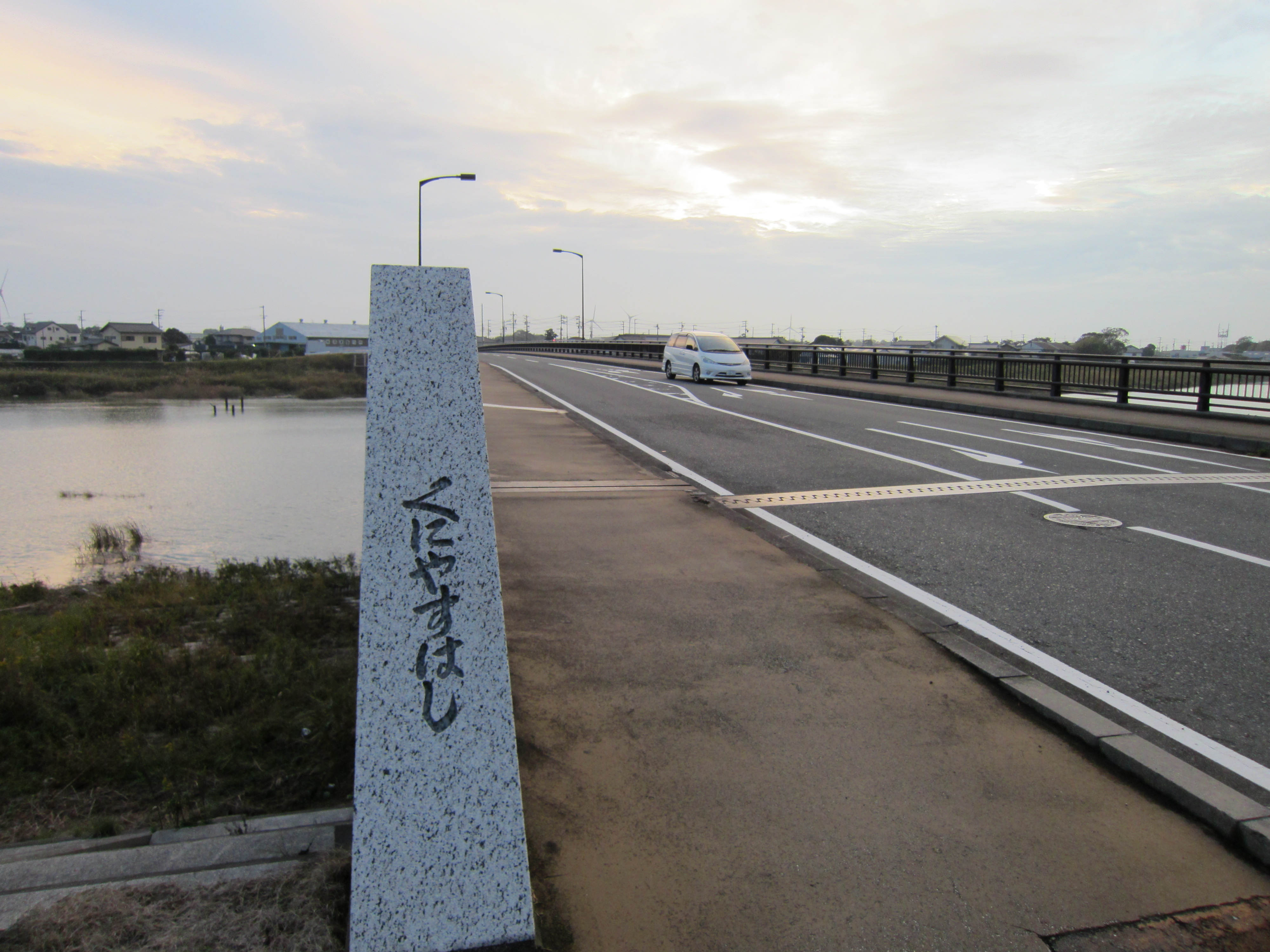
菊川に架かる静岡県道372号大東相良線の国安橋

### バス
- しずてつ掛川大東浜岡線 - 国安橋停留所

### 道路
- 静岡県道372号大東相良線

## 施設
- 菊浜集落センター[10]
- 遠江大東郵便局[11]

## その他

### 郵便
- 郵便番号：437-1415[2]（集配局：遠江大東郵便局）

### 警察
警察の管轄区域は以下の通りである。
| 番地 | 警察署     | 交番・駐在所 |
| ---- | ---------- | ------------ |
| 全域 | 掛川警察署 | 大東交番     |

### 消防
消防の管轄区域は以下の通りである。
| 番地 | 消防署・分署 | 消防団分団   |
| ---- | ------------ | ------------ |
| 全域 | 南消防署     | 大東第一分団 |